# Zisterzienserinnenabtei Valldonzella

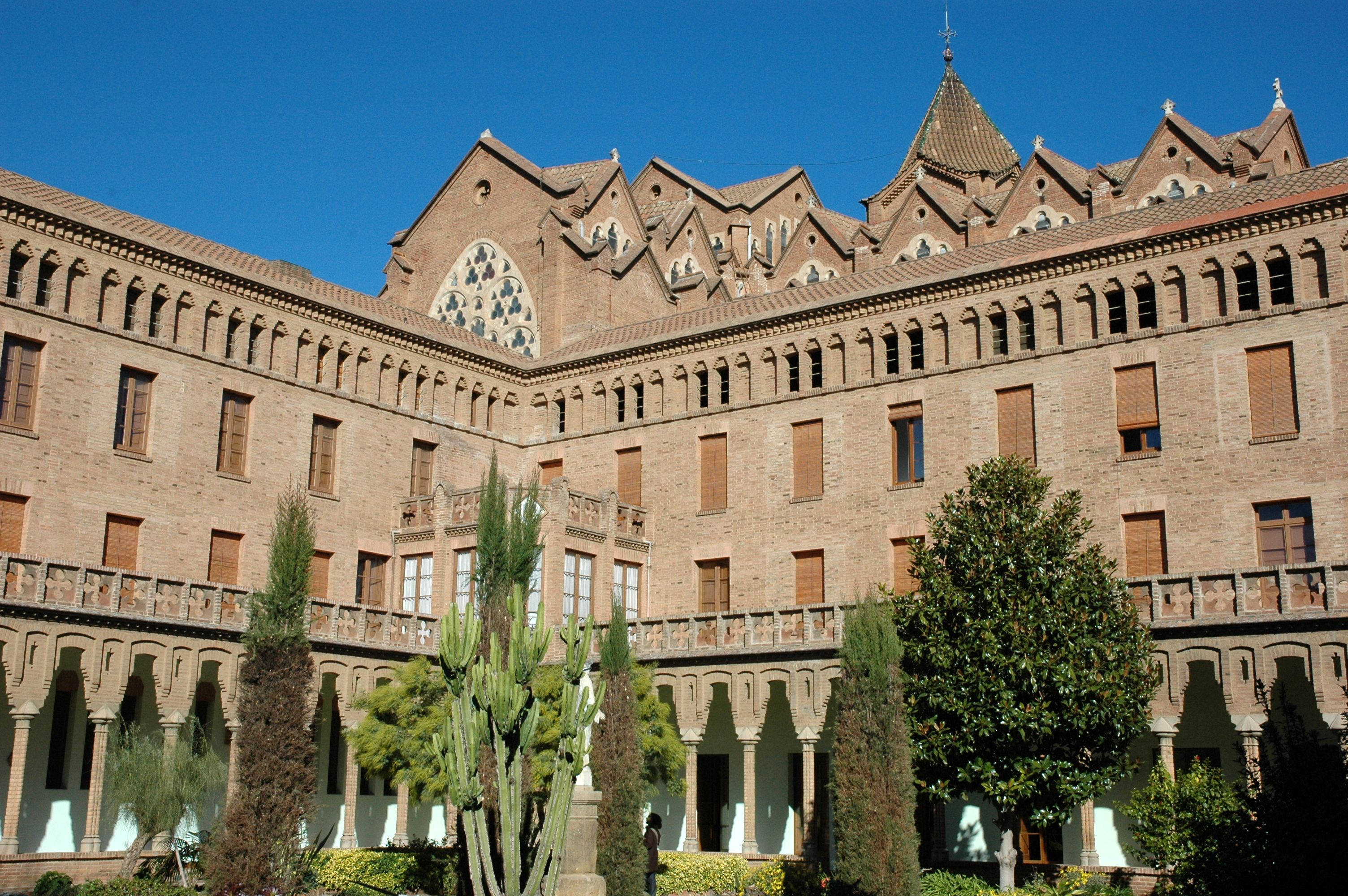
Zisterzienserinnenabtei Valldonzella, Kreuzgang

Die Zisterzienserinnenabtei Valldonzella (lat.: Abbatia B.M.V. de Valledomicella) ist seit 1237 ein Kloster der Zisterzienserinnen in Barcelona.

## Geschichte
Die offizielle Eingliederung des Frauenklosters Valldonzella („Jungfrauental“, von lateinisch vallis „Tal“ und dominicella „Jungfrau“, vgl. französisch demoiselle) in den Zisterzienserorden ist für 1237 bezeugt. Das Kloster befand sich in Santa Creu d’Olorde (heute: Barcelona, Distrikt Sarrià-Sant Gervasi). 1259 wurden die Nonnen vertrieben und gingen nach Creu Coberta (heute: Barcelona, Distrikt Sants-Montjuïc). Dort waren im Laufe der Zeit mehrere Könige zu Gast. König Martin I. von Aragón starb 1410 im Kloster.
Als 1652 auch dieser Ort zerstört wurde, wechselte der Konvent in das bis dahin von Zisterziensermönchen bewohnte Kloster Nazareth in der heutigen Straße Carrer de Valldonzella, später auch in die Rambla (wo heute noch ein Verkündigungsrelief an das Kloster erinnert). Hier blieben die Nonnen (mit mehreren Unterbrechungen), bis sie 1909 ein weiteres Mal vertrieben wurden.
Unter Äbtissin Maria de la Esperanza Roca y Roca († 1924) beschlossen sie einen Neubau und ließen sich vom Architekten Bernardí Martorell das Klostergebäude (1913) und die neugotische Kirche (1922) in der heutigen Straße Carrer del Cister 41 (Distrikt Sant Gervasi de Cassoles, unweit Bellesguard) erstellen. Nach dem altersbedingten Rücktritt der Äbtissin M. Núria Illas wurde 2021 Schwester Maria Angels Cornellá durch den Abtpräses der Kongregation Krone von Aragon zu Priorin-Administratorin der Abtei ernannt.